# 分娩後出血
分娩後出血 （ぶんべんごしゅっけつ）、または 分娩後異常出血 (ぶんべんごいじょうしゅっけつ、英: postpartum hemorrhage, PPH)とは、分娩後24時間以内の出血量が500 ml以上または1,000 mlであること。この出血に加え、低血圧の兆候や症状が存在することである。

## 解説
分娩に伴う出血は避けられないものだが、その量が異常に多い場合、母体に様々な影響が出てくる。最初に診られる兆候や症状は、心拍数の上昇、 立ち上がる際のめまい、呼吸回数の上昇である。出血量が増えると寒気を感じ、血圧がさがり、落ち着きがなくなるまたは意識をなくすこともある。出産後6週間以内に起こりえる症状である。

## 原因と対策
最も一般的な分娩後異常出血の原因は、出産後の子宮弛緩である。他に、胎盤停滞（遺残胎盤）、子宮破裂、血液凝固なども原因となり得る。 一般的に分娩後出血が起こりやすい人の特徴は赤血球が少ない、アジア系、巨大児を妊娠していた、または双子以上を妊娠していた、肥満、妊婦が40歳以上などが挙げられる。さらに帝王切開、分娩促進薬の使用、会陰切開をした人にもよく見られる。
予防は既知のリスク要因を減らすこと、すなわち、リスクのある分娩法を可能限り避けることや、分娩直後に子宮を収縮させるオキシトシンを投与することである。設備が乏しい場合はオキシトシンの代わりにミソプロストールが用いられることもある。治療には、点滴、輸血、エルゴタミンでさらに子宮を収縮させることである。もし他の治療の効果が診られなかった場合、子宮を手で圧迫するのも効果的である。腹部を押して大動脈を圧迫するのも効果的である。世界保健機関は手術の可能な場所への搬送などに非空気圧抗ショック衣類の使用を推奨している。 2017年の研究ではトラネキサム酸による女性の死亡リスクの減少がみられた。

## 疫学
開発途上国では出産の約1.2%の女性に分娩後異常出血が起こり、そのうちの3%の女性が死に至る。世界的には年間約8,700,000件のうち44,000人から86,000人が亡くなっており、妊娠による死亡で最も多い原因である。 英国では100,000人中約0.4人の女性が分娩後異常出血で死亡しており、サブサハラアフリカでは100,000人中約150人の女性が分娩後異常出血で亡くなっている。英国では遅くても1800年代から死亡率は大きく減少している。